# Троицкий собор (Чернигов)
Свято-Троицкий собор — православный храм в городе Чернигове. Ранее входил в комплекс Троице-Ильинского монастыря. Построен в стиле украинского барокко на средства полковника Василия Дунина и гетмана Ивана Мазепы в 1679—1689 гг.

## История собора
Строительство собора началось 30 апреля 1679 года по инициативе архиепископа Лазаря Барановича. Однако строительство практически не велось из-за отсутствия средств. В 1688 году, после избрания на гетманство, Иван Мазепа сам выступил ктитором этого собора. С этой целью гетман Мазепа выделил для строительства собора из личных средств 10000 золотых монет. Кроме того, 8 мая 1688 года гетман Мазепа издаёт универсал, которым закрепляет для обеспечения строительства собора все мельницы на реке Рети. На западном предбаннике собора была выгравирована надпись, что собор возведён «коштом ясновельможного его милости пана Иоанна Мазепы, гетмана войск их царского пресветлого величества запорожского». В 1805 году эта надпись была стерта. На входе в собор был нарисован портрет Ивана Мазепы в образе святого Иоанна Предтечи.
Собор был освящён 20 июля 1695 года, когда ему была передана чудотворная икона Ильинской Богоматери. После упразднения монастыря в 1786 году неоднократно перестраивался и к началу XX века утратил барочный декор, а также четыре боковые главы. Восстановлен в предполагаемом первоначальном виде в последней четверти XX века.
Постановлением Кабинета Министров УССР от 24.08.1963 № 970 присвоен статус памятник архитектуры национального значения с охранным № 819/1.

## Архитектура и убранство
В основу Троицкого собора положен тип крестовокупольного храма. По обеим сторонам западного фасада имеются две башни, которые увенчаны куполами на световых барабанах. Стены строились с устройством ниш, больших фигурных окон, трёхугольных и полциркулярных сандриков. Архитектор собора — талантливый вильнюсский зодчий Иоганн-Баптист Зауэр (Иван Баптист).
В XVII веке собор был расписан сюжетами на библейские темы, однако почти вся роспись, кроме центрального купола, уничтожена пожарами. Главной художественной доминантой интерьера был огромный пятиярусный барочный иконостас, что занимал всю ширину храма, с высотой более 20 метров.

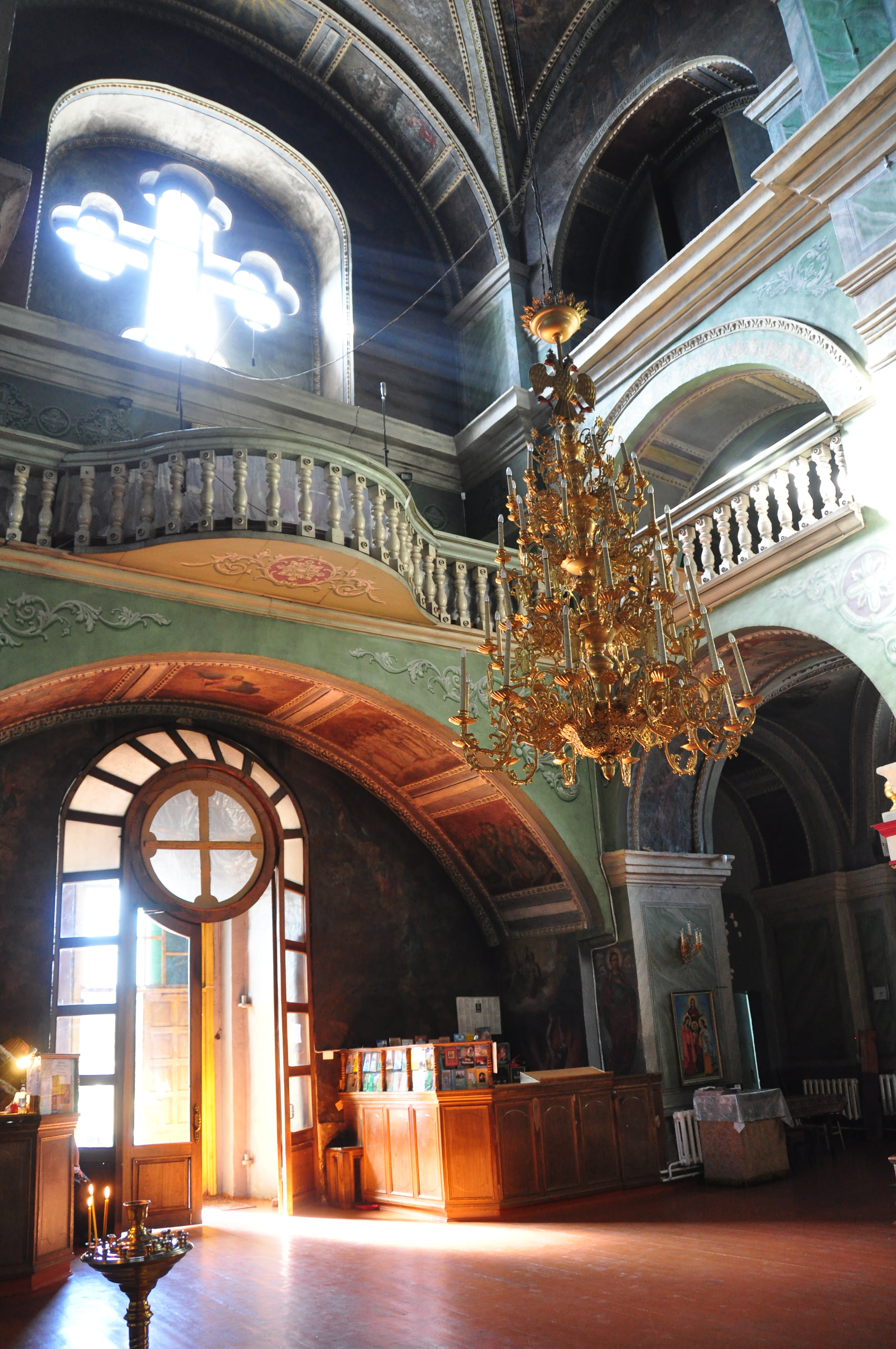
Интерьер
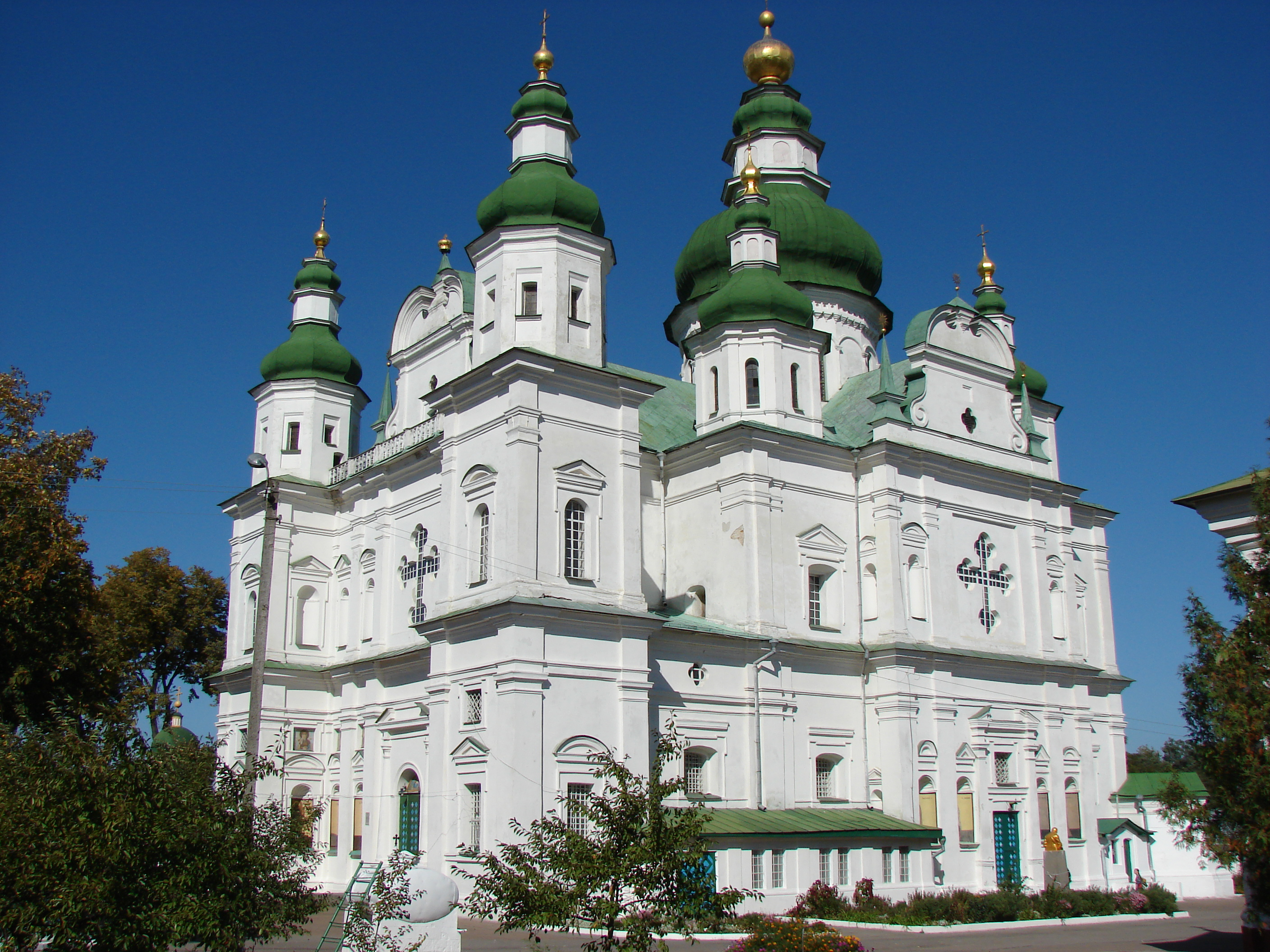
Общий вид
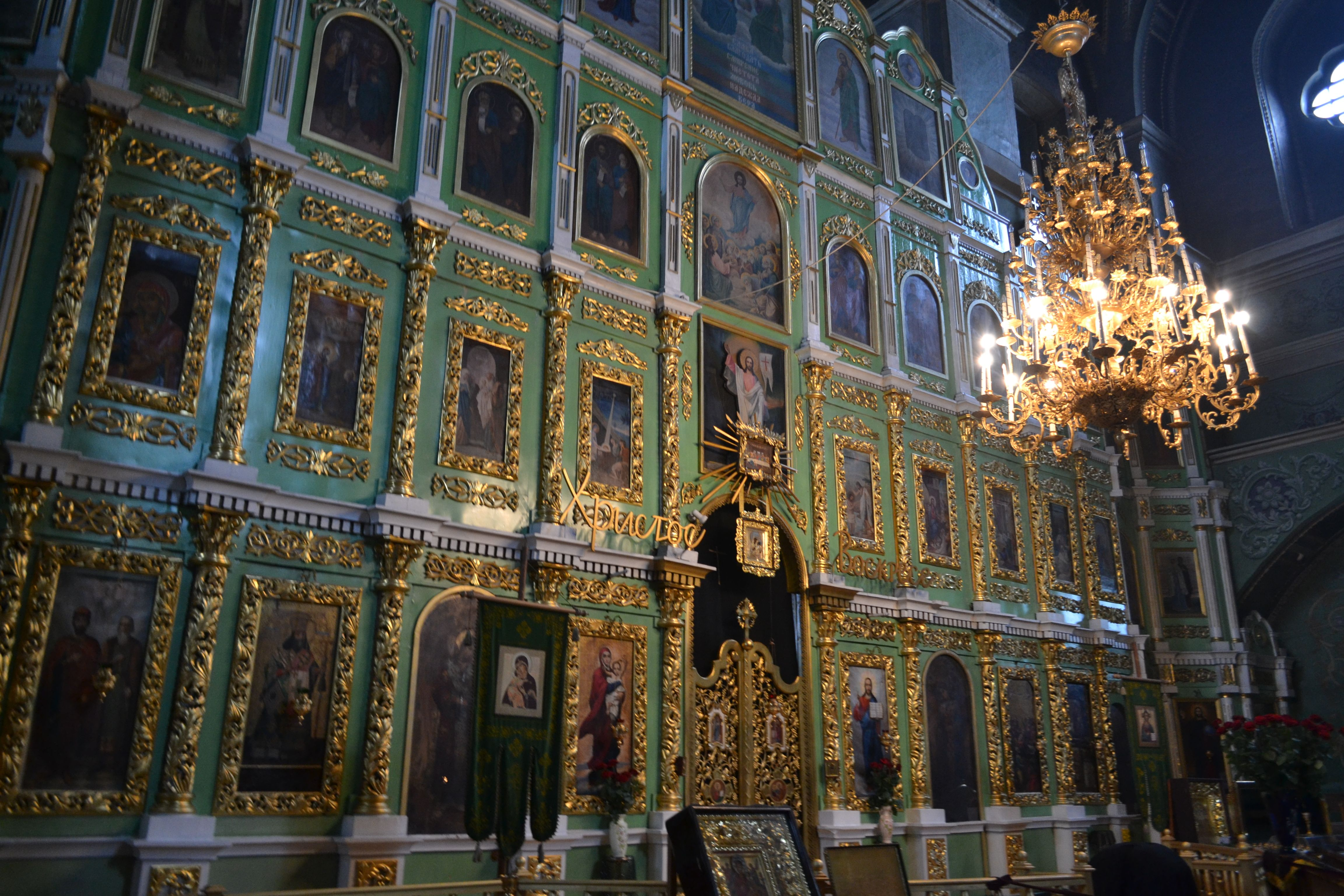
Алтарь
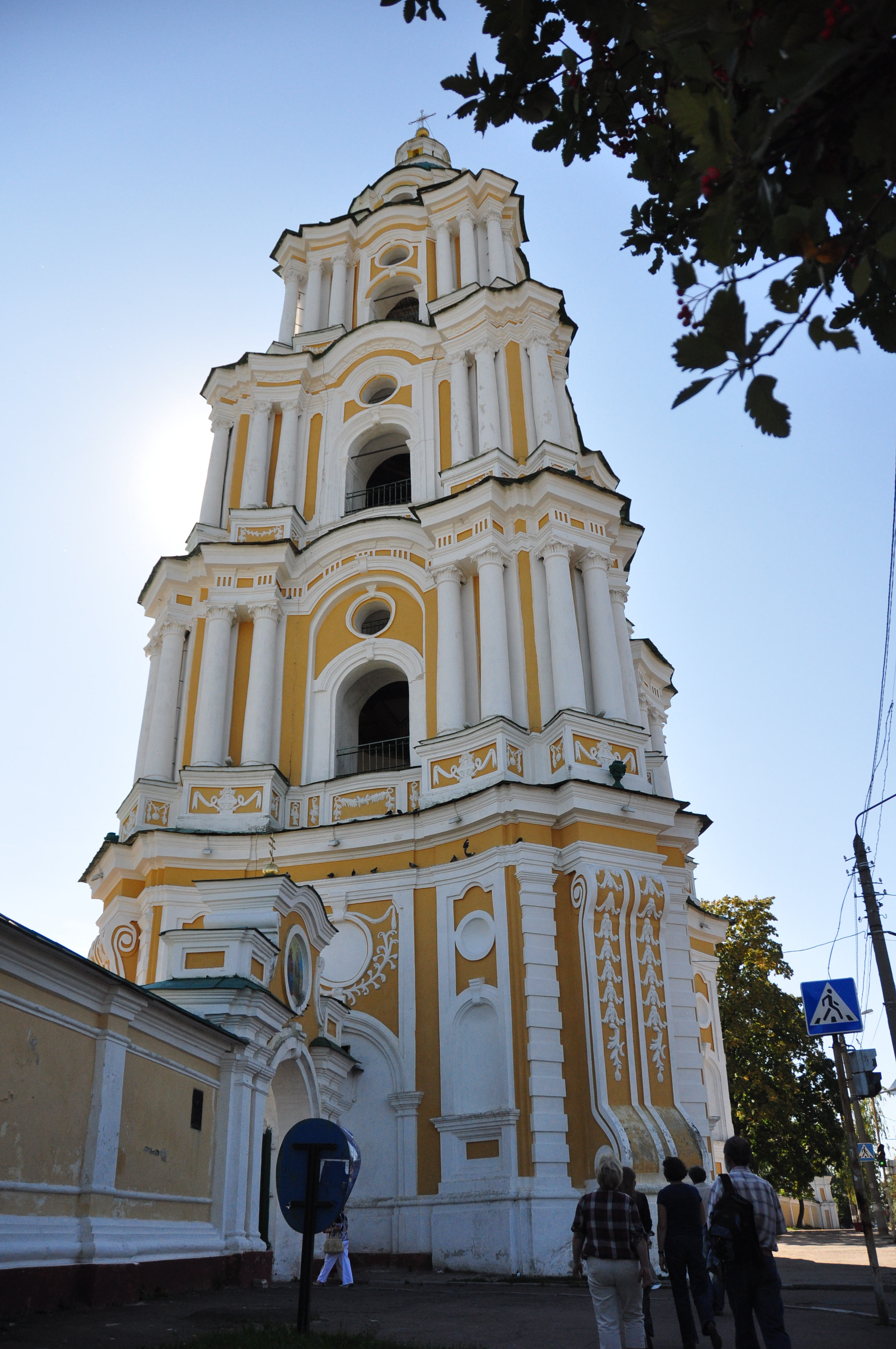
Звонница

## Современный статус и святыни
Собор имеет статус кафедрального.
В нём покоятся мощи черниговских угодников: святителя Феодосия Черниговского, преподобного Лаврентия (обретены в августе 1993 года), святителя Филарета (Гумилевского) (обретены в 2009 году), частицы мощей Михаила и Феодора и некоторых Киево-Печерских святых.